# جون كوهن (مصور)
جون كوهن (بالإنجليزية: John Cohen)‏ هو مصور أمريكي، ولد في 2 أغسطس 1932 في كوينز في الولايات المتحدة.

## وصلات خارجية
- الموقع الرسمي
- جون كوهن على موقع IMDb (الإنجليزية)
- جون كوهن على موقع ميوزك برينز (الإنجليزية)
- جون كوهن على موقع ديسكوغز (الإنجليزية)
- جون كوهن على موقع قاعدة بيانات الفيلم (الإنجليزية)